# Benja
Benja er en kortfilm fra 2009 instrueret af Peter Hagelund efter eget manuskript.

## Handling
Benjamin er forelsket i klassekammeraten Camilla. Hun har dog et blakket ry på skolen, og i takt med at forelskelsen og nærværet stiger mellem dem, må Benjamin gøre op med sig selv, om han vil stå ved Camilla eller ej.